# شهرستان بنت جبیل
شهرستان بنت جبیل (به عربی: قضاء بنت جبیل) یک سکونتگاه مسکونی در لبنان است که در استان نبطیه واقع شده‌است.

## خصوصیات
شهرستان بنت جبیل ۲۶۴ کیلومترمربع مساحت و ۵۳٬۰۰۰ نفر جمعیت دارد.